# Chersotis vallensis
Chersotis vallensis är en fjärilsart som beskrevs av De Bros 1962. Chersotis vallensis ingår i släktet Chersotis och familjen nattflyn. Inga underarter finns listade i Catalogue of Life.